# 第二十三航空隊
第二十三航空隊（だい23こうくうたい）は、日本海軍の部隊の一つ。水上偵察機からなる偵察部隊として編制され、日華事変序盤に華中方面で偵察・臨検・爆撃に従事した。

## 沿革
昭和12年7月7日、盧溝橋事件が勃発し、日中の武力衝突が始まるやいなや、海軍は事件からわずか4日後の11日に6個航空隊の大陸派遣を決定した。6個航空隊は早速活動を開始したが、戦闘は収束せずに拡大するばかりで、航空隊の被害も続出した。また、綿密な偵察の必要性も確認された。このため先に派遣されていた2個偵察機隊に加え、新たに偵察機隊を追加派遣することとなり、事変勃発から1ヵ月後に追加編制されたのが二十三空である。二十三空は4個航空隊から選抜された16機編成で、先に派遣された第二十一航空隊・第二十二航空隊の合計12機をしのぐ大所帯となった。
- 昭和12年8月13日　佐世保飛行場で臨時編制。第三艦隊附属に編入（水上偵察機16）。

　　　　　　　　　館山海軍航空隊・大湊海軍航空隊・舞鶴海軍航空隊・鎮海海軍航空隊から各4機を選抜。
- 昭和12年8月19日　全機佐世保を出撃、馬鞍山諸島泗礁山泊地に進出。

　　　　　　　　　補給母艦として潜水母艦大鯨を指定。物資・要員を載せ佐世保出航。
　　　　　　　　　以後、泗礁山泊地を拠点に上海の偵察・哨戒・船舶管制に従事。
- 昭和12年8月25日　徴用船香久丸、特設水上機母艦への改装完了。
- 昭和12年9月22日　第一連合航空隊・第一航空戦隊の広東空襲に参加。

　　　　　　　　　2日連続で飛行場・軍需工場の爆撃に従事。
- 昭和12年9月22日　香久丸、泗礁山泊地に到着。館山空・大湊空水偵隊を収容し、香久丸飛行隊を編制。
- 昭和12年10月2日　水上機母艦能登呂、泗礁山泊地に到着。二十三空に残る舞鶴空・鎮海空水偵隊を収容。

　　　　　　　　　二十三空を解散し、能登呂飛行隊を編制（岡田次作司令は能登呂艦長に就任し、飛行隊の統率を継続）。
能登呂と香久丸はさっそく第四航空戦隊に組みこまれ、華南方面の海上臨検・内陸偵察に従事した。以後、陸上基地が確保される昭和13年4月まで、四航戦をはじめ全水上機母艦飛行隊は華南に集結し、すべての航空作戦に従事した。香久丸飛行隊は13年1月頃を中心に、南寧や柳州を爆撃している。香久丸は13年夏の漢口攻略作戦を支援するために上海に移り、漢口占領を果たした直後の昭和13年12月15日に解傭され、飛行隊も解散した。
一方、正規水上機母艦の能登呂は華南に残留し、広九線の軌道爆撃や列車襲撃、金門島攻略作戦の支援などの任務に従事した。能登呂は太平洋戦争開戦直前に艦載機を降ろし、戦時はもっぱら運送艦として行動した。

### 主力機種
- 九四式水上偵察機…舞鶴空・鎮海空選抜隊の機体
- 九五式水上偵察機…館山空・大湊空選抜隊の機体

### 歴代司令
- 岡田次作 大佐：昭和12年8月13日 - 昭和12年10月2日能登呂飛行隊に編入